# Gambie aux Jeux du Commonwealth
La Gambie est membre du Commonwealth des Nations de 1965 (année de son indépendance) à 2013, puis à nouveau depuis 2018. Le pays participe à toutes les éditions des Jeux du Commonwealth de 1970 à 2010 inclus - à l'exception des Jeux de 1986 à Édimbourg, où il participe à un large boycott pour protester contre le refus du Royaume-Uni d'appliquer des sanctions contre le régime de l'apartheid en Afrique du Sud. La Gambie ne remporte qu'une seule médaille durant ces quarante ans : la médaille de bronze qu'obtient Sheikh Tidiane Faye en saut en hauteur en 1970. 
Le 3 octobre 2013, le dictateur gambien Yahya Jammeh, en réaction aux demandes du Commonwealth que son gouvernement respecte mieux les droits de l'homme, annonce que son pays se retire de l'organisation. Le retrait de la Gambie du Commonwealth marque la fin de sa participation aux Jeux,,. La chute du président Jammeh et l'arrivée au pouvoir du démocrate Adama Barrow entraîne un retour du pays dans le Commonwealth, entériné en février 2018 pour que la Gambie puisse prendre part aux Jeux en avril de cette même année.

## Médaille gambienne aux Jeux
Les médailles sont les suivantes :
| Nom                 | Jeux            | Discipline | Épreuve                | Résultat          |
| ------------------- | --------------- | ---------- | ---------------------- | ----------------- |
| Sheikh Tidiane Faye | 1970 Édimbourg  | Athlétisme | Saut en hauteur hommes | 2,10 m            |
| Faye Njie           | 2022 Birmingham | Judo       | -73 kg                 | Médaille d'argent |